# Sphaerodactylus argus
Sphaerodactylus argus es una especie de geco del género Sphaerodactylus, familia Sphaerodactylidae, orden Squamata. Fue descrita científicamente por Gosse en 1850.

## Descripción
La longitud hocico-respiradero para machos y hembras es de 33 milímetros.

## Distribución
Se distribuye por las Antillas, isla de San Andrés (Colombia), Jamaica, Cuba, Bahamas, México (introducida a Yucatán), Nicaragua, Costa Rica y Panamá. Introducida a Estados Unidos.